# Train de Rillé
| Train de Rillé                          | Train de Rillé      |
| --------------------------------------- | ------------------- |
| Festival Belle-Epoque, 10.–12. Mai 2013 |                     |
| Streckenverlauf                         |                     |
| Streckenlänge:                          | 3 km                |
| Spurweite:                              | 600 mm (Schmalspur) |
|                                         |                     |

Der Train de Rillé ist eine drei Kilometer lange Museums-Schmalspurbahn mit einer Spurweite von 600 mm bei Rillé in der französischen Region Centre-Val de Loire. 

## Geschichte
Der Verein Association d'Exploitation du Chemin de Fer de Marcilly  (AECFM) wurde 1977  in Marcilly-sur-Maulne von zwei Eisenbahnliebhabern gegründet, deren Ziel die Erhaltung seltener und alter Schmalspurbahnen, insbesondere Dampflokomotiven, ist. Der erste Streckenabschnitt wurde von 1981 bis 1985 mit Diesellokomotiven und dann von 1986 bis 1990 mit Dampflokomotiven befahren.
Die neue Strecke am Lac de Rillé wurde im August 1990 teilweise in Betrieb genommen und im Mai 1991 offiziell eingeweiht. Seitdem ist die Vereinigung sowohl in Bezug auf die Ausrüstung als auch auf die Mitgliederzahl stetig gewachsen. Darunter sind aktive Mitglieder, die sich mit dem Betrieb und der Instandhaltung von Schienenfahrzeugen und Infrastruktur befassen. Der Besucherverkehr wird durch Dampf- oder Dieseltraktion sichergestellt.
Der Ringlokschuppen, dessen Bau 2017 abgeschlossen wurde, ist mit 5 überdachten Gleisen ausgestattet, darunter 3 Abstellgleisen, eine Grube und eine Hebebühne. Das Dachgeschoss ist über eine historische, genietete Stahlwendeltreppe zugänglich. Die Drehscheibe am Ringlokschuppen ist die größte Drehscheibe mit 600 mm Spurweite in Frankreich. Sie wird manuell bedient und ist mit einer hydraulischen Steuerung für die Drehung und Verriegelung der Drehbrücke ausgestattet.

## Lokomotiven
Der Verein besitzt sechs Dampflokomotiven, von denen zwei funktionstüchtig sind und normalerweise während der Sommersaison fahren, sowie zahlreiche Diesellokomotiven, von denen die meisten voll einsatzfähig sind.
| Bild                                                                           | Name                                                  | Hersteller                | Nummer                  | Baujahr      | Bauart                 | Geschichte |
| ------------------------------------------------------------------------------ | ----------------------------------------------------- | ------------------------- | ----------------------- | ------------ | ---------------------- | --- |
| Dampflokomotiven                                                               |                                                       |                           |                         |              |                        | |
| La Touraine lors d'une journée de circulation en 2014 avec la rame historique. | La Touraine                                           | Orenstein & Koppel        | 5829                    | 1913         | B n2t                  | Erste AECFM Dampflokomotive. Kommt aus den Sandgruben von Nemours. Fuhr vorübergehend bei der Chemin de Fer de Marcilly, bevor sie wegen Kessel-Problemem generalüberholt werden musste. Erhielt bei ihrer Ankunft in Rillé einen neuen Kessel. Wird seitdem jedes Jahr eingesetzt. |
| La Grise lors de son arrivée à Rillé en 2012.                                  | La Grise                                              | Decauville                | 1646                    | 1916         | C n2t                  | Wurde 1916 für das französische Kriegsministerium hergestellt. Wurde nach dem Ersten Weltkrieg von den Carrières de Luzy gekauft, wo sie die Nummer 9 trug. Wurde später als Nr. 3.1 von der Chemin de fer de Saint-Eutrope erworben und dann von der CEMNAD. Im Jahr 2012 wurde sie dem Train de Rillé anvertraut. Sie ist die einzige Dampflokomotive der AECFM und wird restauriert. |
| La 040T DFB le jour de son arrivée à Rillé en 2014.                            | Ohne Namen                                            | Henschel                  | 16082                   | 1918         | B n2t                  | Ursprünglich aus den Sandgruben von Bourron. Wurde von der Creusot-Eisenbahn gekauft, wo sie lange Zeit verkehrte, und 2014 dem Train de Rillé erworben. Nummer und Name basieren auf Vermutungen, da die Lok kein Typenschild und keine eingeschlagenen Seriennummern mehr hat. |
| Polska an einem Fahrtag, 2014                                                  | Polska                                                | Henschel                  | 15973                   | 1918         | B n2 mit Schlepptender | 1984 in Polen von einem Mitglied der AECFM vom Forstwirtschaftsnetz der Zarin Bialostocka gekauft. Ursprünglich für ein Museum in ihrem Heimatland bestimmt. Kam 1984 erneut nach Frankreich, wo sie auf der Chemin de Fer de Marcilly fuhr. Erhielt bei ihrer Ankunft in Rillé einen neuen Kessel. Funktionsfähig und wird jedes Jahr eingesetzt.                                      |
| La type Progrès devant la voie 3 du dépôt.                                     | Ohne Namen                                            | Decauville                |                         | 1947         | B n2t                  | Kommt aus Afrika. Gekauft von Herrn Mervaux. Kam 2002 zum Train de Rillé. Wurde bis zum Einbau eines neuen Kessels eingemottet. |
| Rômania garée Froide au Dépôt de Rillé lors du Festival de 2013.               | Rômania                                               | Uzinele 23. August (FAUR) | 764-203                 | 1949         | B n2 mit Schlepptender | Kommt von der Rumänischen Eisenbahn und war dort bis 1993 im Depot Târgu Mureș. Ende der 1990er Jahre von mehreren Mitgliedern des AECFM gekauft, kam sie 2002 nach Rillé. Ihre Achsen gingen dann von 760 mm auf 600 mm umgespurt. Seit mehreren Jahren unter Restaurierung. |
| Diesellokomotiven                                                              |                                                       |                           |                         |              |                        | |
| Locotracteur Orenstein et Koppel de l'AECFM.                                   | Ohne Namen                                            | Orenstein & Koppel        | 4740                    | 1930er Jahre | LD16                   | Kam 2014 nach Rillé. 4-Takt-O&K-Einzylinder-Flachbettmotor mit 20 PS. |
| Le Breton lors de manœuvre en 2014 avant son problème d'huile.                 | Le Breton                                             | Ruston & Hornsby          |                         | 1940er Jahre | 20PS                   | Ausgestattet mit Zweizylindermotor vom Typ 2VROLA mit 20 PS. Lief in Marcilly. In Rillé wegen größerer Kühlprobleme vorübergehend außer Betrieb genommen. Wiederinbetriebnahme 2013 und bis Ende 2014 betrieben. Im April 2015 wurde die Überholung des Ölkreislaufs erfolgreich abgeschlossen.                                                                                         |
| L'anjou sur une voie de service                                                | L‘Anjou                                               | Jules Weitz               | 1818                    | 1953         | CACL30                 | 1953 von Jules Weitz als CACL30 erbaut. Ausgestattet mit seinem Céres-Originalmotor mit 30 PS. Wird mit einer Kurbel oder über einen Luftzylinder angelassen, der aus einer Pressluftflasche angetrieben wird. Ursprünglich aus den Schiefersteinbrüchen von Trélazé. Fuhr erst in Marcilly, dann in Rillé. In funktionsfähigem Zustand. Wird regelmäßig benutzt.                       |
| Un des TMB15 sur une voie du grill de la rotonde                               | - Le Vendéen - Le Clisson - Le Chardon - L‘Escarpière | Decauville                | - 401 - 414 - 416 - 451 | 1957/1958    | TMB15                  | Bergbau-Lokotraktoren aus den Uranbergwerken COGEMA im Département Vendée. Der Train de Rillé hat vier funktionsfähige und eine reparaturbedürftige Lokomotive vom Typ DB1 Baudoin mit Elektrostarter von der Chemin de fer de Saint-Eutrope erworben. |
|                                                                                | Le Normand                                            | Billard                   | 239                     | 1961         | T75P                   | Einer der letzten, die unter diesem Namen gebaut wurden. Vollständig überholt in Rillé. Mit VACMA-Totmanneinrichtung und elektrischem Anlasser. In funktionsfähigem Zustand. Wird in der Hochsaison für Personenzüge eingesetzt. |
| Le paquebot garé voie 3                                                        | Le Paquebot                                           | Gmeinder                  | 485-172                 |              | Locofox                | Von Comessa nach Frankreich importiert. Ausgestattet mit seinem Originalmotor (3-Zylinder-Kaelble). Ursprünglich aus den Schieferbrüchen von Trélazé. Nach einem Getriebeschaden in 2002 vorübergehend außer Betrieb. Generalüberholung 2013. Neue Karosserie. Motor und Getriebe überholt und repariert. Elektrischer Anlasser.                                                        |
| Le percheron en manœuvre                                                       | Le Percheron                                          | Gmeinder                  |                         |              | Locofox                | Gebaut von Gmeinder. Von Comessa nach Frankreich importiert. Ausgestattet mit seinem Originalmotor (Einzylinder-Kaelble). Kurbelstart. In funktionsfähigem Zustand. |
| Locotracteur Minier Decauville type TMB30 de l'AECFM.                          | Ohne Namen                                            | Decauville                |                         |              | TMB30                  | Bergbau-Lokotraktoren, gestiftet von den Amis du Musée Decauville (Freunde des Decauville-Museums). Der Train de Rillé hat zwei davon. Der schwarze TMB30 wurde 2014 überholt. Der gelbe TMB30 wartete zu diesem Zeitpunkt noch auf eine Restaurierung. Beide sind mit einem Baudouin-Motor vom Typ DB2 mit pneumatischem Anlasser ausgestattet.                                        |
|                                                                                | Ohne Namen                                            | Whitcomb/Baldwin          |                         |              |                        | Eingelagert |
| Personen- und Güterwagen (Beispiele)                                           |                                                       |                           |                         |              |                        | |
|                                                                                |                                                       |                           | Dfv 15                  |              |                        | |
|                                                                                |                                                       |                           | DBf 38                  |              |                        | |
|                                                                                | La Baignoire                                          |                           |                         |              |                        | |
|                                                                                | Le Noyant                                             |                           |                         |              |                        | |